# Pedro Simão Aquino de Araújo
Pedro Simão Aquino de Araújo, bekend onder zijn spelersnaam Simão (Recife, 16 maart 1924) was een Braziliaans voetballer. Zijn overlijdensdatum is onbekend.

## Biografie
Simão begon zijn carrière bij Sport, een van de grootste clus uit zijn thuisstad Recife. Reeds in het eerste jaar won hij met Sport de staatstitel. Van 1947 tot 1953 speelde hij voor Portuguesa, dat in die tijd een van de sterkste elftallen uit de clubgeschiedenis had met spelers als Djalma Santos, Brandãozinho, Ipojucan, Julinho Botelho en Pinga. In 1952 won de club het prestigieuze Torneio Rio-São Paulo.
In 1953 ging hij naar Corinthians en won er een jaar later zowel het Torneio Rio-São Paulo als het Campeonato Paulista mee. In 1955 wonnen ze het Torneio Internacional Charles Miller. In de tweede helft van dat jaar ging hij voor São Bento spelen. In 1956 keerde hij terug naar zijn oude liefde Portuguesa. In 1958 beëindigde hij zijn carrière bij Villa Santista.
Hij speelde in 1949 veertien wedstrijden voor het nationale elftal en speelde onder andere op het Zuid-Amerikaans kampioenschap. Brazilië was dat jaar het gastland en in de openingswedstrijd tegen Ecuardor werd het al 9-1 voor het gastland, Simão trof twee keer raak. In de tweede wedstrijd tegen Bolivia werd het zelfs 10-1 en scoorde hij ook twee keer. Hij scoorde nog een vijfde doelpunt in de vijfde wedstrijd van het toernooi, tegen Peru.